# أكاديمية المملكة المغربية
أكاديمية المملكة المغربية هي مؤسسة أكاديمية مغربية تأسست في 8 أكتوبر 1977 من قبل الملك الحسن الثاني؛ بهدف المساهمة في تطوير وتعزيز البحث العلمي، خصوصا في مجال العلوم الإنسانية والثقافة والفنون. تقع الأكاديمية على طول شارع محمد السادس جنوب الرباط، بجوار أكاديمية الحسن الثاني للعلوم والتقنيات التي مهمتها تشجيع وتنمية البحث العلمي والتقني.
الأكاديمية بها ستون عضوا: ثلاثون منهم أعضاء مقيمون حاموين للجنسية المغربية والثلاثون الآخرون أعضاء مشاركون من جنسيات أخرى.

## نصوص قانونية
- ظهير شريف معتبر بمثابة قانون رقم 1.85.76 صادر في 9 محرم 1405 (5 أكتوبر 1984) بالموافقة على النظام الأساسي لموظفي أكاديمية المملكة المغربية وملحقاته، الجريدة الرسمية عدد 3784 بتاريخ 8 ماي 1985.[2]

في عام 2021، أعيد تنظيم أكاديمية المملكة المغربية بموجب القانون رقم 74-19 الصادر بموجب الظهير الشريف رقم 1-21-02 المؤرخ 5 فبراير 2021.

## الهيكل التنظيمي
في عام 2015 عين عبد الجليل الحجمري أمين السر الدائم الأكاديمية، وهو ايضا مدير المدرسة المولوية.
ضمت الأكاديمية ثلاثة معاهد: الهيئة الأكاديمية العليا للترجمة؛ المعهد الأكاديمي للفنون والمعهد الملكي لأبحاث تاريخ المغرب.إلى غاية 2023.
- مجلس تنسيق عمل الأكاديمية
- لجنة التراث والحضارة المغربية
- لجنة العلوم الإنسانية
- لجنة العلوم الاجتماعية
- المجلس العلمي للمعهد الملكي للبحث في تاريخ المغرب
- مجلس التوجيه والتتبع للهيئة الأكاديمية العليا للترجمة
- المجلس الداخلي للمعهد الأكاديمي للفنون

## الأعضاء

### من المغرب
- عبد الله كنون (1908-1989) فقيه وكاتب.[4][5][6]
- امحمد باحنيني (1914-1989) قاض و سياسي.[7]
- عبد الرحمان الفاسي الفهري (1918-2001) قاض و سياسي.[8]
- عبد الكريم غلاب.(1919-2017) صحفي و سياسي.[9][10][11][12]
- عبد الوهاب بنمنصور (1920-2008) مؤرخ.[13][14][15]
- محمد عزيز لحبابي (1923-1993) فيلسوف وروائي.[16][17]
- محمد شفيق (1926-): معجمي ولغوي وكاتب[18]
- أحمد الطيب بنهيمة (1927-1980) دبلوماسي.[19]
- محمد بنشريفة (1930-2018) باحث[20][21][22]
- عبد.اللطيف بنعبد الجليل (1930-): طبيب و سياسي.[23][24]
- ادريس خليل (1930-): أستاذ جامعي.[25]
- إدريس الضحاك (1939-): قاضٍ ورجل قانون.[26]
- محمد علال سيناصر (1941-): فيلسوف[27]‘[28]
- إدريس العلوي العبدلاوي (1942-): أستاذ جامعي.[29]
- عمر عزيمان (1947-): حقوقي و سياسي.[30][31][32][33][34]
- رحمة بورقية (1949-): أكاديمية و اجتماعية[35]‘[36]
- الحسين وكاك[37]‘[38]‘.[39]

### من الخارج
- إدغار فور (1908-1988): سياسي فرنسي.[40]
- بارون تشالفونت (1919-2020): سياسي بريطاني.
- هنري.كيسنجر (1923-2023): سياسي أمريكي.[41]
- فؤاد سزكين (1924-2018): مؤرخ وباحث تركي ألماني[42]‘[43]‘[44]
- ريتشارد ستون (1928-2019): محامي ودبلوماسي ومصرفي وسياسي أمريكي.
- نيل آرمسترونغ (1928-2012) رائد فضاء أمريكي.[45][46][47]
- أحمد كمال أبو المجد (1930-2019): سياسي ومفكر إسلامي مصري[48]‘[49]‘.[50]
- أحمد بن محمد الضبيب (1930-): أستاذ جامعي سعودي[51]‘[52]‘.[53]
- اناطولى جروميكو (1932-2017): دبلوماسي روسي.
- عبد الله عمر ناصيف (1939-): جيولوجي و أستاذ جامعي سعودي[54]‘.[55]
- محمد جابر الأنصاري (1939-): كاتب، فيلسوف ومفكر بحريني[56]

### أهداف المؤسسة
تتوخى الهيكلة الجديدة التي ارتآها الملك محمد السادس لمؤسسة أكاديمية المملكة المغربية، تحقيق مجموعة من الأهداف :
- صون الهوية الوطنية بمكوناتها العربية والأمازيغية والصحراوية والحسانية، ومختلف روافدها الإفريقية والأندلسية والعبرية والمتوسطية.
- تثمين التراث المغربي، والاحتفاء بأعلام الفكر المغربي.
- إبراز العمق التاريخي والحضاري الذي راكمته المملكة المغربية على مر التاريخ.
- إيلاء الأهمية لمجالي الترجمة والفنون لما لها من دور في تبيان مساهمات الفكر المغربي في المعرفة الإنسانية المعاصرة.
- تطوير البحث العلمي وإغنائه وتجديد مناهج البحث في تراث المغرب وتاريخه.
- الإسهام والتفكير في الإشكاليات والقضايا المطروحة في العالم ومواكبة مستجدات العصر.
- دعم القدرات المعرفية الشابة، في إطار مشروع الطلبة الدكاترة بالجامعات المغربية، الذي يوليه الملك محمد السادس العناية والاهتمام.
- رفع التحديات التي أضحى يفرضها مجتمع المعرفة.[58]

## أنشطة
2013
- أكاديمية المملكة المغربية تنظم من 25 إلى 27 نونبر بالرباط ندوة حول "تخليق الحياة العامة في المغرب[59]

2022
- إطلاق كرسي الآداب و الفنون الإفريقية[59]

2023
- تشكيل الهيئات العلمية لأكاديمية المملكة المغربية[1][2]